# 赤エイ (シャルダンの絵画)

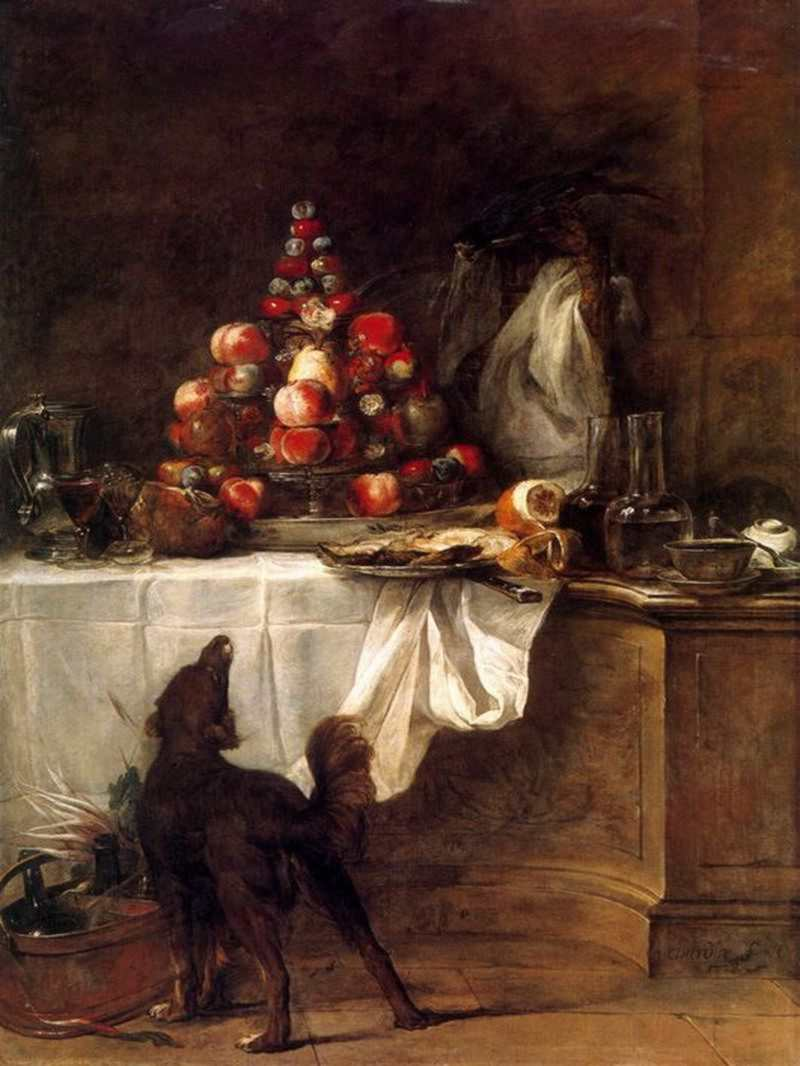
『食卓』(1728年)、ルーヴル美術館

『赤エイ』（あかえい、仏: La Raie、英: The Ray）は、18世紀フランスの画家ジャン・シメオン・シャルダンが1725年頃に制作したキャンバス上の油彩の静物画である。この作品によりシャルダンは王立絵画彫刻アカデミーに入会を認められた。パリのルーヴル美術館に所蔵されている。

## 概要
1728年9月、当時29歳であったシャルダンはパリのドーフィーヌ広場 (Place Dauphine) で毎年開催されていた「青年美術家展」に10数点の作品を発表した。正式に絵画を出品するサロン (官展) が一時中止されていた時期で、この野外の美術家展は青年画家たちにとっては貴重な機会であった。この時に出品された作品が話題となったシャルダンは、王立絵画彫刻アカデミーへ本作と『食卓』(ルーヴル美術館) の提出を認められた。
ことに本作のしっかりとした構成と力強い色彩は、大画家でアカデミーの名誉会員であったニコラ・ド・ラルジリエールに激賞され、シャルダンは一日のうちにアカデミーの準会員と正会員に認められるという異例の待遇を受けた。当時は、準会員として認められた後、改めて正会員になるための作品を提出するのが慣わしであったので、これは例外的なことであった。なお、ドゥニ・ディドロも本作を称賛している。
本作において、シャルダンは画面の中心軸を大切な要素として扱っている。この中心軸の左側には命あるもの、あるいは命のあったもの、すなわち猫、牡蠣、魚、ネギなどが描かれ、右側には無生物であるテーブルクロス、水差し、ボウル、ナイフなどが描かれている。中心軸に描かれているのは、血にまみれ、不気味なほどの赤エイで、その生々しい姿はシャルダンが描いたものの中でも衝撃的である。この赤エイの頭部を頂点にして、テーブルの上のすべての要素は見事な三角形の構図にまとめられている。